# 大三元 (ラジオ番組)
大三元（だいさんげん、THE BIG THREE DRAGON）は、エフエム北海道（AIR-G'）にて放送されていたラジオ番組。

## 出演者
- パーソナリティ：DJ龍太
- リポーター：前田幸

## 放送時間
- 月 - 水曜日 18:00 - 18:55・19:00 - 20:00（2009年3月30日 - 2013年3月27日）

### タイムテーブル
第一部
- 18:00 オープニング
- 18:10 APIA INFORMATION
- 18:25 Traffic Information（道路交通情報）
- 18:45 SMILE SAFETY PROJECT
- 18:55 （※第一部はここまで）道新ヘッドラインニュース

第二部
- 19:00
- 19:20
  - 月曜日：
  - 火曜日：DORAGON BATTLE
  - 水曜日：DRAGON COOKING
  - 第3月曜：WONDER NYANDER
- 19:30 アッピーランド
  - 月曜日：みゆきちゃんスタジオ
  - 火曜日：APIAクイズ
  - 水曜日：APIA選手権
- 19:50 哭きの竜
- 19:55 エンディング
- 20:00 次番組
  - 月曜日：『REALIVE RADIO』（DAIGO）
  - 火曜日：『蝦夷Groove』（寺田英夫）
  - 水曜日：『ひいらぎのひいらじ』（ひいらぎ）

## コーナー
DORAGON COOKING（ドラゴンクッキング）
オリジナル料理を紹介するコーナー。
DORAGON BATTLE（ドラゴンバトル）
生電話によるリスナーとDJ龍太の対戦コーナー。勝利すると番組グッズ・アーティストグッズが貰える。
WONDER NYANDER（ワンダーニャンダー）
動物（犬・猫）のコーナー。
哭きの竜（なきのりゅう）
著名人の名言を紹介し、DJ龍太がそれについて語るコーナー。

### レポーターのコーナー
レポーターの前田幸（まえだ みゆき）がアピアにてリポートする。
APIA INFORMATION（アピアインフォメーション）
アピアの店舗・イベント情報を配信。
アッピーランド
アピア太陽の広場での一般者参加型の街頭コーナー。アッピーは、アピアのマスコットキャラクター。
- 月曜日

みゆきちゃんスタジオ（前田幸）
アピアに机と椅子を設置しただけのスタジオでアピア来場者とトークを展開する。その他、みゆきちゃん占い。
レナトピ（越前谷玲奈）※終了
アピアに机と椅子を設置しただけのスタジオでアピア来場者とトークを展開する。
- 火曜日：APIAクイズ

前田幸が出題するクイズコーナー。正解者には、アピアショッピングチケット（1000円分の商品券）を進呈。
- 水曜日：APIA選手権

## 人物
現在のホームページ写真に登場する3人の人物は、左から順に龍太、番組スタッフのとうさん、ペイの並び。以前のものは、4人で右端にふじもんであった。番組内では、番組スタッフを愛称で呼び合うのが通例。
メインパーソナリティ
- DJ龍太

レポーター
- 前田幸（みゆき）（2010年10月4日 - ）

過去のレポーター
- 越前谷玲奈（レナレナ） - （2010年9月29日で番組卒業）

番組スタッフ
以下のスタッフは、放送回により出演する。
- 男性スタッフ
  - とうさん（とーさん）：ディレクター

2010年10月17日（日）札幌市南区を舞台として真駒内セキスイハイムスタジアム（スタート・ゴール地点）にて開催されたハーフマラソン「北海道ROAD RACE」に番組リスナー参加型のチーム「チーム大三元」として出場。
  - ペイ（ぺー）：ディレクター

本名は、北野。麻雀牌の北により愛称が命名。
  - ルー高井（高井-BOY・TAKAI-BOY）：アピア中継ディレクター
  - 営業柴田

- 女性スタッフ
  - 母さん（かーさん）
- 過去のスタッフ
  - ふじもん - （2010年1月末で番組卒業）